# Dryodurgades bifurcatus
Dryodurgades bifurcatus är en insektsart som beskrevs av Cai och Shen 1999. Dryodurgades bifurcatus ingår i släktet Dryodurgades och familjen dvärgstritar. Inga underarter finns listade i Catalogue of Life.